# Papagaio-de-cabeça-laranja
O papagaio-de-cabeça-laranja (nome científico: Pyrilia aurantiocephala), também conhecida como papagaio-careca, por ter a cabeça sem penas, é uma espécie de ave de 23cm da família Psittacidae.
É endêmica do Brasil.
Foi inicialmente descrita no Pará.
Faz seu ninho em troncos ocos.
Os seus habitats naturais são: florestas subtropicais ou tropicais húmidas de baixa altitude.